# Adam-Stegerwald-Haus

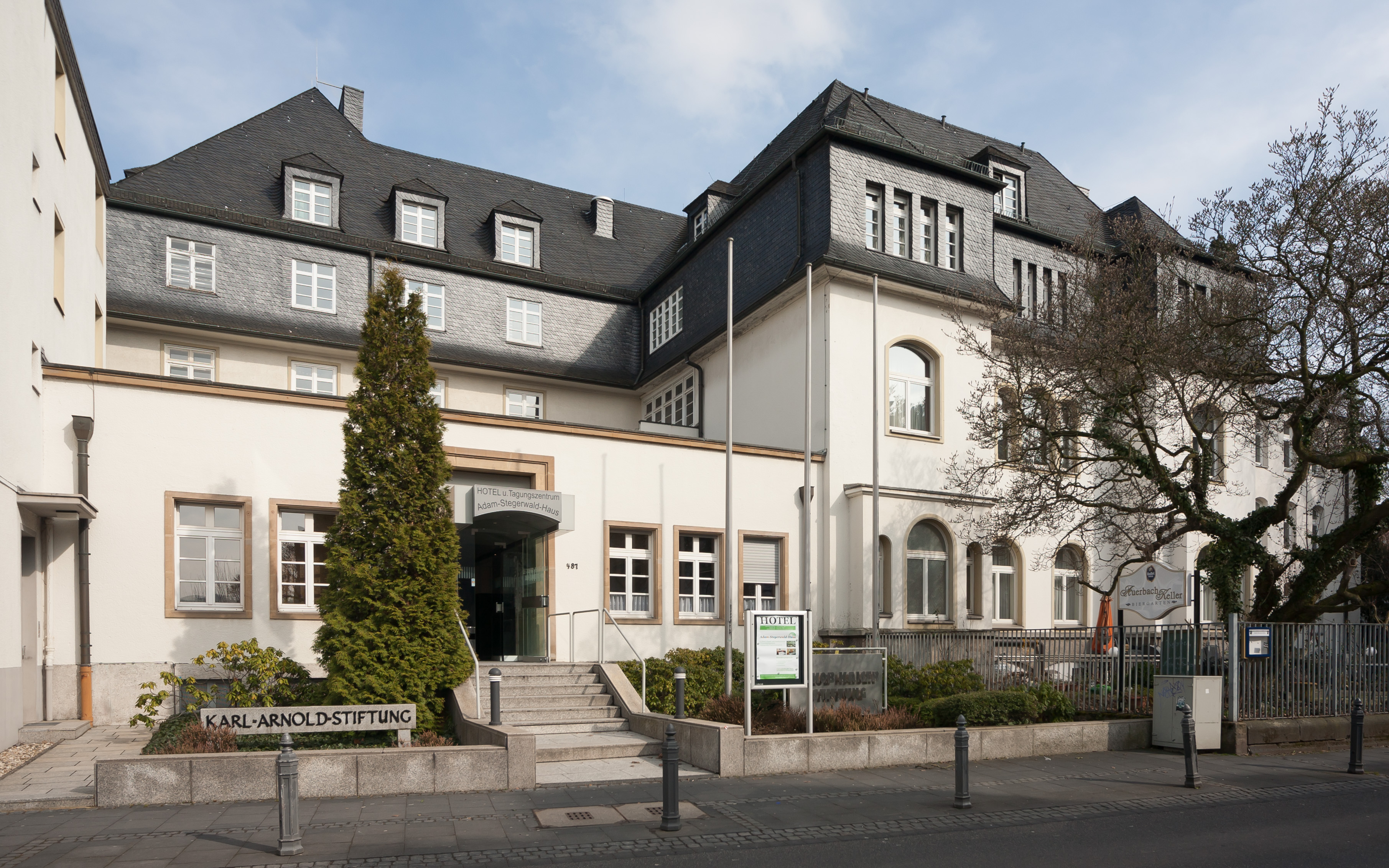
Adam-Stegerwald-Haus (2013)

Das Adam-Stegerwald-Haus ist ein ehemaliges Tagungszentrum und heutiges Pflegeheim in Königswinter, einer Stadt im nordrhein-westfälischen Rhein-Sieg-Kreis. Es befindet sich an der Hauptstraße (Hausnummern 487/489) im Süden der Altstadt und steht als Baudenkmal unter Denkmalschutz.

## Geschichte

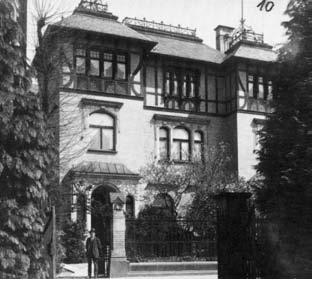
Villa Barthels (1906)

Das Adam-Stegerwald-Haus geht auf eine Villa des Barmer Kommerzienrates Philipp II Barthels (1838–1906) aus dem frühen 20. Jahrhundert zurück, die nach einem Entwurf des Honnefer Architekten Ottomar Stein entstand. 1924 erwarb sie Jakob Kaiser, Politiker der Zentrumspartei, für den katholischen Sozialverein Arbeiterwohl als Tagungszentrum sowie als Mutter-Kind-Erholungsheim („Unser Heim“; auch vom Deutschen Gewerkschaftsbund genutzt). 1927/28 wurde die Villa unter Abriss bestehender Gebäude um einen Anbau erweitert. 1930/31 begründete sich hier der „Königswinterer Kreis“ als eine Vereinigung katholischer Sozialethiker und Sozialwissenschaftler, die ein gesellschaftspolitisches Konzept für den politischen Katholizismus in Deutschland ausarbeitete. In der Zeit des Nationalsozialismus (1933–1945) war das Anwesen ab Mai 1933 für die Deutsche Arbeitsfront (DAF) beschlagnahmt und diente unter dem Namen Robert-Ley-Schule als eine von zunächst zwei preußischen Landesführerschulen, die für 16 Gaue im Westen des Deutschen Reiches zuständig war. Ihre feierliche Einweihung erfolgte am 24. Juli 1933 im Beisein von DAF-Leiter Robert Ley, seit Anfang 1935 führte sie den Namen „Reichsschulungsburg“ und wurde zunehmend als reine Gauführerschule der DAF genutzt. Das Haus verfügte bei einer Kapazität von 75 Teilnehmern (Stand: 1940) neben den Unterrichts- und Versammlungsräumen über Lesezimmer, Bücherei und Raucherzimmer; die Zimmer waren hinsichtlich ihrer Ausstattung mit einem erstklassigen Hotel vergleichbar. 1937 kam mit dem Hotel Mattern eine zweite Landesführerschule („Königswinter II“) in Königswinter hinzu.
Nach Ende des Zweiten Weltkriegs ging die vormalige Führerschule zunächst in den Besitz des Deutschen Gewerkschaftsbunds über. Seinen bis zuletzt genutzten Namen trug das Tagungshaus zu Ehren des Mitbegründers der christlichen Gewerkschaften Adam Stegerwald seit Herbst 1948, als es wieder für seinen ursprünglichen Zweck sowie für gesamtdeutsche Ziele hergerichtet wurde. Zu dieser Zeit wurde hier die CDU/CSU-Fraktion des ab September 1948 in Bonn tagenden Parlamentarischen Rates untergebracht. Nach Gründung der Bundesrepublik Deutschland 1949 war das Haus Residenz von Jakob Kaiser, nunmehr Bundesminister für gesamtdeutsche Fragen. Es wurde Sitz und Eigentum der Jakob-Kaiser-Stiftung e. V. (Nachfolger des Vereins Arbeiterwohl), die es bereits spätestens ab 1950 auch an die CDU-Sozialausschüsse vermietete (bis zum Umzug in das Arbeitnehmer-Zentrum Königswinter). Seit 1950 war das Haus Veranstaltungsort der Königswinterer Konferenzen der Deutsch-Englischen Gesellschaft. Seit 2002 war das Gebäude auch Sitz der zuvor in Bad Godesberg beheimateten Karl-Arnold-Stiftung. Es diente beiden Stiftungen als Tagungs- und Gästehaus sowie als öffentliches Hotel. Zum Jahresende 2013 wurde das Adam-Stegerwald-Haus als Tagungszentrum und Sitz beider Stiftungen geschlossen. Im Sommer 2014 verkaufte die Jakob-Kaiser-Stiftung die Immobilie an einen Projektentwickler, von Ende 2015 bis Frühjahr 2021 wurde sie saniert und – dazu um einen Anbau erweitert – in ein Pflegeheim („Kaiserpalais“) umgebaut.
Die Eintragung des Gebäudes in die Denkmalliste der Stadt Königswinter erfolgte am 26. Juli 1988.

## Architektur
Die Villa (Hauptstraße 489) aus dem Jahre 1901 ist ein dreigeschossiger Putzbau mit Seitenrisaliten, dessen oberer Abschluss von einem Walmdach gebildet wird. Das zweite Obergeschoss war ursprünglich in Fachwerk ausgeführt. An der Südseite der Villa befindet sich ein in Holz konstruierter Wintergarten, der auf das Jahr 1904 zurückgeht. Das Treppenhaus nimmt ein bleiverglastes Oberlicht aus dem Jahre 1912 auf. Der Neubau (Hauptstraße 487) aus den 1920er-Jahren ist ebenfalls dreigeschossig, er verfügt über ein offenes, mit Holzplatten verschaltes Treppenhaus. Die Fenster sind nachträglich vergrößert worden.